# Калгансыр (Кызылординская область)
Калгансыр (каз. Қалғансыр) — село в Жанакорганском районе Кызылординской области Казахстана. Входит в состав Кандозского сельского округа. Код КАТО — 434047300.

## Население
В 1999 году население села составляло 159 человек (89 мужчин и 70 женщин). По данным 2009 года, в селе не было постоянного населения.